# Джош Дъмел
Джошуа Дейвид Дъмел (на английски: Joshua David Duhamel), по-известен като Джош Дъмел (на английски: Josh Duhamel), е американски актьор. Най-известен е с ролите си на Дани Маккой в сериала „Лас Вегас“ и Уилям Ленъкс във филмовата поредицата „Трансформърс“.

## Личен живот
Джош Дъмел започва да се среща с певицата Фърги от септември 2004 г., след като тя и групата ѝ „Блек Айд Пийс“ участват в епизод на „Лас Вегас“. Фърги и Дъмел се сгодяват през декември 2007 г., а на 10 януари 2009 г. се женят в Малибу. На 29 август 2013 г. се ражда синът им Аксел Джак Дъмел.